# ジミー・カーワン
ジミー・カーワン（Quinton James Cowan、1982年3月6日 - ）は、ニュージーランド出身のラグビー選手。ポジションはスクラムハーフ(SH)。
日本語表記では「カウワン」または「コーワン」の場合もある。

## 人物
1982年3月6日、ニュージーランド：ゴアで生まれる。
身長186cm、体重92kg。
愛称は「Jim」、「Jimbo」、「Bluey」。
弟は同じサウスランド州代表のスコット・カーワン（Scott Cowan）。

## キャリア
ゴア・ハイスクール卒業、2000年、18歳でサウスランド州代表に選ばれ、ニュージーランド州代表選手権(現ITM CUP)に出場。2003年にスーパー12（現スーパーラグビー)のハイランダーズに入り、同じポジションのダニー・リー（Danny Lee）やバイロン・ケラハーの指導を受け、ケラハーが移籍した翌シーズンにはレギュラー定着する。
2004年、サウスランド州代表チームの史上最年少50ゲーム出場（22歳)を達成、この年の活躍で、オールブラックスに選ばれ、欧州ツアーのイタリア戦でデビュー。
2005年、スーパー14でNew Zealand Super 14 Player of the Year Awardを受賞。ブリティッシュ・アンド・アイリッシュ・ライオンズニュージーランドツアーではオールブラックスに選ばれなかったが、サウスランド州代表とライオンズとの試合で、ギャヴィン・ヘンソンの2トライのみの得点に抑えたディフェンスが評価され、同年11月の欧州ツアーに選ばれる。
2007年にジュニアオールブラックスに選出、IRBパシフィックネイションズカップに出場する。同年のエアニュージーランドカップでプレイオフ進出に大きく貢献、翌2008年、ふたたびオールブラックスに選出。
2009年からハイランダーズでキャプテンに就任。2010年、ニュージーランドラグビー協会と2012年までの契約更新、サウスランド、ハイランダーズでプレイすることとなる。

### マタウラ
カーワンがハイスクール卒業後に所属したマタウラ・ラグビークラブ（Mataura Rugby Club)のある人口2,000人足らずの小さな町マタウラから、リンゼイ・タウンゼンド（Lindsay Townsend、1955年選出）とジャスティン・マーシャルの3人のオールブラックス（3人ともポジションはハーフバック）が輩出されている。

## リンク
- Highlanders profile
- All Blacks ID=1045
- All Blacks ace arrested
- Scrum.com Profile